# Дюрстель
Дюрсте́ль (фр. Durstel) — коммуна на северо-востоке Франции в регионе Гранд-Эст (бывший Эльзас — Шампань — Арденны — Лотарингия), департамент Нижний Рейн, округ Саверн, кантон Ингвиллер. До марта 2015 года коммуна административно входила в состав упразднённого кантона Дрюлинген (округ Саверн).
Площадь коммуны — 4,76 км², население — 400 человек (2006) с тенденцией к стабилизации: 405 человек (2013), плотность населения — 85,1 чел/км².

## Население
Население коммуны в 2011 году составляло 416 человек, в 2012 году — 411 человек, а в 2013-м — 405 человек.
| 1962 | 1968 | 1975 | 1982 | 1990 | 1999 | 2006 | 2008 | 2011 | 2012 | 2013 |
| ---- | ---- | ---- | ---- | ---- | ---- | ---- | ---- | ---- | ---- | ---- |
| 372  | 375  | 442  | 423  | 431  | 394  | 400  | 401  | 416  | 411  | 405  |

Динамика населения:

## Экономика
В 2010 году из 255 человек трудоспособного возраста (от 15 до 64 лет) 191 были экономически активными, 64 — неактивными (показатель активности 74,9 %, в 1999 году — 74,0 %). Из 191 активных трудоспособных жителей работали 186 человек (100 мужчин и 86 женщин), 5 числились безработными (четверо мужчин и одна женщина). Среди 64 трудоспособных неактивных граждан 19 были учениками либо студентами, 30 — пенсионерами, а ещё 15 — были неактивны в силу других причин.